# دیانا گونزالس
دیانا گونزالس (انگلیسی: Diana González; ۱۰ سپتامبر ۱۹۹۳ – ۱ نوامبر ۲۰۱۹) بازیکن فوتبال اهل مکزیک بود.
وی همچنین در تیم ملی فوتبال زیر 17 سال Mexico بازی کرده‌است.